# 氢氧化锂
氢氧化锂（分子式：LiOH）是锂的氢氧化物，具腐蚀性，室温下为白色潮解性晶体。易溶于水，溶液呈弱鹼性，微溶于乙醇，存在无水和一水合物两种状态。

## 应用
氢氧化锂是二氧化碳净气装置中组分之一，用于吸收二氧化碳及净化空气或其他气体。它也可用作传热介质、蓄电池中的电解液及聚合反应的催化剂。此外，也可用在陶瓷工业，以及生产其他的锂化合物。

## 生产
氢氧化锂可由氧化锂或金属锂溶于水制得：
2 Li + 2 H2O → 2 LiOH + H2
Li2O + H2O → 2 LiOH
工业上通过碳酸锂和氢氧化钙的复分解反应制取：
Li2CO3 + Ca(OH)2 → 2LiOH + CaCO3

## 反应
氢氧化锂是空间飞船、潜艇和水下呼吸器中呼吸气体净化系统中所用的材料，可以吸收呼出气中的二氧化碳。其相对分子质量小，相对其他净气物质效率更高，1克的无水氢氧化锂可以吸收450cm3的二氧化碳气体。该过程中涉及的反应有：
2 LiOH·H2O + CO2 → Li2CO3 + 3 H2O
2 LiOH + CO2 → Li2CO3 + H2O
一水合氢氧化锂在100-110 °C失去结晶水。
LiOH·H2O → LiOH + H2O